# Ambasadorowie Stanów Zjednoczonych przy Stolicy Apostolskiej
Pomimo dość ożywionych i często, zwłaszcza w czasie zimnej wojny, przyjaznych relacji pomiędzy Stanami Zjednoczonymi a Stolicą Apostolską, oficjalne stosunki dyplomatyczne pomiędzy tymi dwoma państwami nawiązano dopiero w 1984.
Prezydent Harry Truman próbował mianować pierwszym oficjalnym przedstawicielem USA w Watykanie generała Marka W. Clarka w 1951, ale ta inicjatywa została odrzucona. Aż do 1968 Stany nie miały oficjalnego reprezentanta.
W 1969 prezydent Richard Nixon mianował swoim osobistym przedstawicielem (a więc nieoficjalnym ambasadorem kraju) Henry’ego Cabota Lodge’a, prezydent Jimmy Carter zaś w 1978 Roberta F. Wagnera Jr., byłego burmistrza Nowego Jorku.
Od 1984 Stany Zjednoczone reprezentuje przy Stolicy Apostolskiej oficjalny ambasador.
| Ambasador             | Kadencja  | Papież       | Prezydent        |
| --------------------- | --------- | ------------ | ---------------- |
| William Wilson        | 1981–1986 | Jan Paweł II | Ronald Reagan    |
| Frank Shakespeare     | 1986–1989 | Jan Paweł II | Ronald Reagan    |
| Thomas Patrick Melady | 1989–1993 | Jan Paweł II | George H.W. Bush |
| Raymond Flynn         | 1993–1997 | Jan Paweł II | Bill Clinton     |
| Lindy Boggs           | 1997–2001 | Jan Paweł II | Bill Clinton     |
| Jim Nicholson         | 2001–2005 | Jan Paweł II | George W. Bush   |
| Francis Rooney        | 2005–2008 | Benedykt XVI | George W. Bush   |
| Mary Ann Glendon      | 2008–2009 | Benedykt XVI | Barack Obama     |
| Miguel Humberto Díaz  | 2009–2012 | Benedykt XVI | Barack Obama     |
| Ken Hackett           | 2013–2017 | Franciszek   | Barack Obama     |
| Louis Bono            | 2017      | Franciszek   | Donald Trump     |
| Callista Gingrich     | 2017 –    | Franciszek   | Donald Trump     |